# Brögbern
Brögbern ist eine Ortschaft von Lingen (Ems) und eine ehemalige Gemeinde im Landkreis Emsland in Niedersachsen.

## Geografie
Brögbern liegt im nordöstlichen Teil der Stadt Lingen, nahe der Grenze zu Nordrhein-Westfalen und den Niederlanden.
Brögbern grenzt im Norden an die Ortschaft Clusorth-Bramhar, im Westen an Holthausen und Altenlingen, im Süden an Laxten, Brockhausen und an die Innenstadt sowie im Osten an die Nachbargemeinde Bawinkel.

## Geschichte
Brögbern kann auf eine über 400 Jahre alte Geschichte zurückblicken. So wurde das Dorf schon 1594 unter dem Namen Bruikberen im sogenannten Codex Lingensis eingetragen. Durch Eingemeindung im Rahmen der Gemeindereform wurde die Gemeinde Brögbern am 1. März 1974 in die Stadt Lingen (Ems) eingegliedert und besitzt heute den Status einer Ortschaft.

### Einwohnerentwicklung
| Jahr          | 1880 | 1900 | 1925 | 1933 | 1939 | 1950 | 1961 | 1970 | 2007 | 2008 | 2009 | 2011 | Jan 2020 | Jan 2021 | Nov 2021 | Nov 2022 |
| ------------- | ---- | ---- | ---- | ---- | ---- | ---- | ---- | ---- | ---- | ---- | ---- | ---- | -------- | -------- | -------- | -------- |
| Einwohnerzahl | 350  | 412  | 506  | 537  | 536  | 772  | 1380 | 1982 | 3023 | 3043 | 3048 | 3011 | 3097     | 3130     | 3187     | 3260     |

## Politik

### Ortsrat
Der Ortsrat, der Brögbern vertritt, setzt sich aus 13 Mitgliedern zusammen, davon sind 11 stimmberechtigt. Die Ratsmitglieder werden durch eine Kommunalwahl für jeweils fünf Jahre gewählt. Die aktuelle Amtszeit begann am 1. November 2021 und endet am 31. Oktober 2026.
| Ortswahl        | 2021    | 2021   | 2021   |         | 2016    | 2016    | 2016    | 2011    | 2011    | 2011    | 2006    | 2006    | 2006 |
| Ortswahl        | Stimmen | %      | Sitze  | Stimmen | %       | Sitze   | Stimmen | %       | Sitze   | Stimmen | %       | Sitze   |      |
| --------------- | ------- | ------ | ------ | ------- | ------- | ------- | ------- | ------- | ------- | ------- | ------- | ------- | ---- |
| CDU             | 2.582   | 58,0   | 6      | 2.604   | 64,3    | 7       | 2.388   | 62,4    | 7       | 2.554   | 70,5    | 8       |      |
| SPD             | 1.521   | 34,2   | 4      | 1.445   | 35,7    | 4       | 1.437   | 37,6    | 4       | 1.069   | 29,5    | 3       |      |
| Grüne           | 0 346   | 07,8   | 1      | –       | –       | –       | –       | –       | –       | –       | –       | –       |      |
| Wahlbeteiligung | 63,5 %  | 63,5 % | 63,5 % | 61,82 % | 61,82 % | 61,82 % | 57,54 % | 57,54 % | 57,54 % | 59,06 % | 59,06 % | 59,06 % |      |

### Ortsbürgermeister
Ortsbürgermeister ist Michael Teschke (CDU).

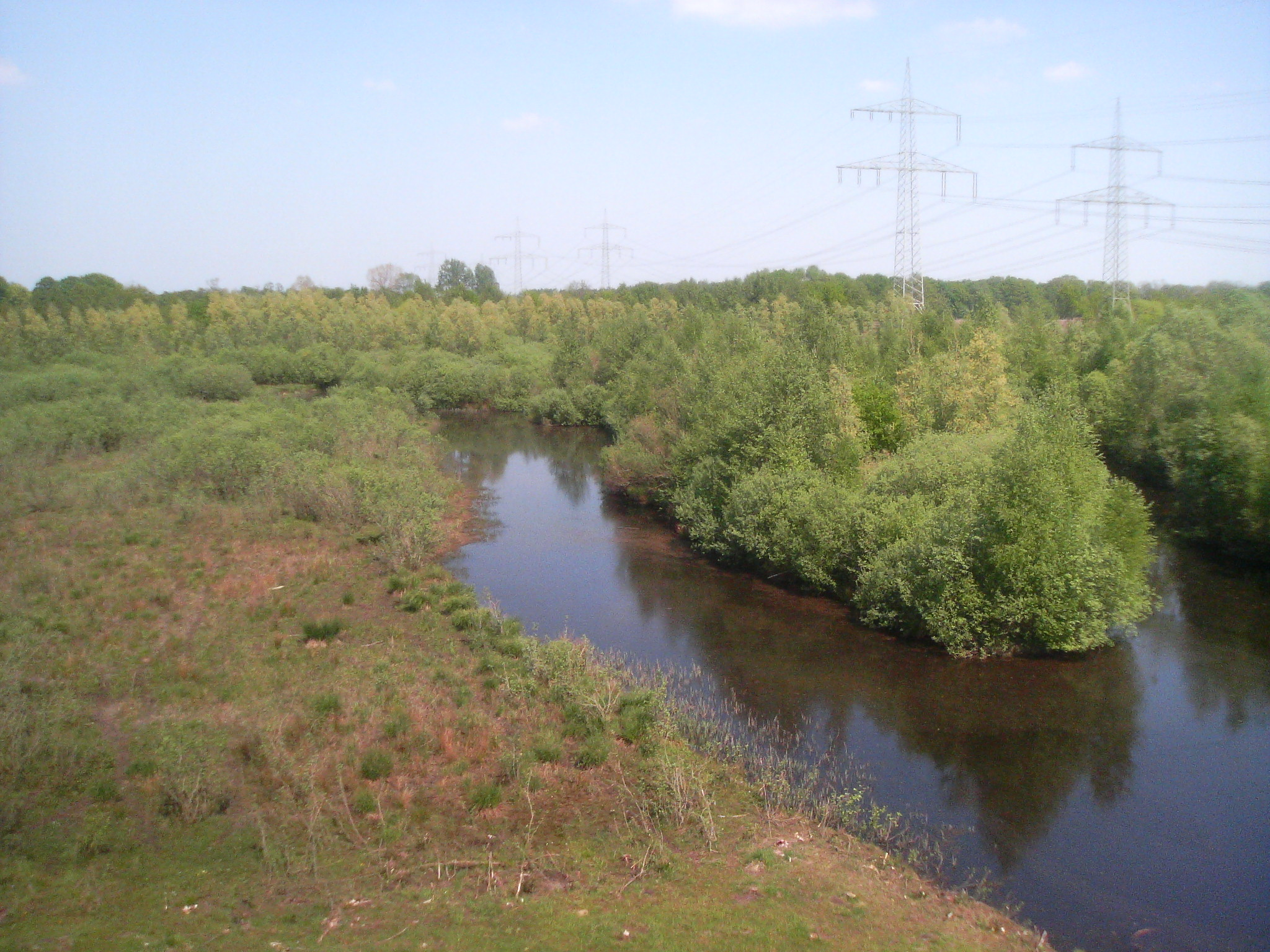
Aussicht auf die Brögberner Teiche

## Brögberner Teiche
Ein großer Teil der Fläche Brögberns besteht aus stillen Wirtschaftswegen zwischen Ackerfeldern und den Brögberner Teichen.
Diese renaturierte Landschaft mit den neu angelegten Teichen war offizieller Außenstandort der Expo 2000 in Hannover und stellte einen Teil des weltweiten Projektes „Faszination Boden“ dar. Aus rund 100 Hektar landwirtschaftlich genutztem Boden wurde dadurch neuer Lebensraum für Pflanzen und Tiere geschaffen. Bei hohem Niederschlag dienen diese Landschaften außerdem zum Wasserschutz als Überflutungsflächen.

## Veranstaltungen
Alljährlich findet im Sommer auf dem Brögberner Sportgelände ein Ortspokalturnier statt, bei dem die Ortsteile in verschiedenen Disziplinen gegeneinander antreten. Die Disziplinen sind Fußball (aktiv), Fußball (nichtaktiv), Völkerball für Frauen (ab 16 Jahren), Luftgewehrschießen (ab 18 Jahren) und Brennball (Kinder von 10 bis 15 Jahren).